# Mariano Álvarez Robles
Mariano Álvarez Robles (Baza, 1815-Almería, 1908) fue un periodista, impresor, escritor y político español, alcalde de Almería.

## Biografía
Nació en diciembre de 1815 en Baza. Casado con Dolores Bustos Ferrer, fueron padres de al menos dos hijos: Adolfo y Arturo Álvarez Bustos, quien se casó con escritora Carmen de Burgos..
Participó en la prensa local almeriense redactando periódicos políticos y literarios. Fundó, hacia 1835, el primer semanario que vio la luz en Almería, El Pensil; y suprimido este de orden gubernativa (por un epigrama sobre el misterio de la Encarnación) salió enseguida El Cascajar y luego El Caridemo. En sus últimos años escribió columnas para La Campana de la Vela y El Progreso. Dado, en palabras de Plácido Langle, «á la pintura de cuadros sombríos y de situaciones melodramáticas», tuvo a su cargo un establecimiento tipográfico. Gracias a tener imprenta propia, publicó muchos de sus versos, en hojas sueltas o folletos. Entre sus publicaciones se contaron la leyenda La flor marchita, el cuadro dramático Vengar con sangre una ofensa y El Sol de Sevilla, una opereta andaluza en dos actos, dedicada a Pascual Madoz, con música de Pedro Orihuela. En el antiguo Liceo de Almería leyó diversas poesías, y más adelante en sesiones del Ateneo. Una de sus composiciones fue premiada en certamen público abierto por la Academia de Málaga para celebrar la exaltación al trono francés de la emperatriz Eugenia, esposa de Napoleón III.
Estuvo vinculado al partido radical, al que sirvió en la Secretaría del Gobierno Civil de la provincia de Almería. Ocupó el cargo de alcalde primero de Almería en 1869.
Falleció a los 92 años en su domicilio de Almería el 4 de agosto de 1908.